# Provincia Centro-Settentrionale
La provincia Centro-Settentrionale (Tamil: வட மத்திய மாகாணம், singalese: උතුරු මැද පළාත) una delle nove province dello Sri Lanka. La città più popolata e capoluogo provinciale è Anurādhapura.

## Geografia fisica

### Confini
La provincia Centro Settentrionale è situata al centro dell'isola singalese e non ha sbocchi sul mare. Le province confinanti sono: a oriente la provincia Orientale, a occidente confina con la provincia Nord-Occidentale, a nord con la provincia Settentrionale e a sud con la provincia Centrale.

### Morfologia
Il territorio provinciale è prevalentemente pianeggiante ed è percorso da vari fiumi; i più importanti sono il Mahaweli (il fiume più importante dello Sri Lanka) e il Malvathu. Il territorio pianeggiante ricco di fiumi e il clima locale, favoriscono lo sviluppo delle foreste equatoriali che occupano quasi tutto il territorio.

### Clima
Il clima è di tipo equatoriale con caldo afoso e frequentissime precipitazioni. Le foreste singalesi ospitano spesso molti animali, alcuni dei quali a rischio estinzione.

## Società
Le lingue parlate comunemente sono il singalese e il Tamil entrambe riconosciute ufficiali dallo stato. La religione principale è il Buddhismo anche se esistono comunità minori di Induismo e Islamismo e le etnie principali della provincia sono i Tamil, singalesi e i musulmani.

## Distretti
La provincia comprende due distretti: 
- Anuradhapura
- Polonnaruwa